# Tipula miyadii
Tipula miyadii är en tvåvingeart som beskrevs av Alexander 1935. Tipula miyadii ingår i släktet Tipula och familjen storharkrankar. Inga underarter finns listade i Catalogue of Life.